# Enzo Biato
Enzo Maurizio Biato (Acqui Terme, 30 luglio 1962) è un allenatore di calcio ed ex calciatore italiano, di ruolo portiere, preparatore dei portieri della Lucchese.

## Carriera

### Giocatore
Cresciuto nel Genoa, vive i primi anni della sua carriera nelle serie minori piemontesi con le maglie di Acqui e Casale. Con quest'ultima ottiene l'approdo fra i professionisti in Serie C2, serie in cui rimane la stagione successiva difendendo i pali dell'Entella. Da questo momento in poi ogni anno scala un gradino della graduatoria dei campionati italiani: Serie C1 con la Centese, Serie B con la Triestina e infine Serie A con il Bari, sempre da titolare.
Col Bari disputa 2 stagioni in Serie A e, consequenzialmente alla retrocessione del club, torna in serie cadetta dove rimane per quasi sei anni vestendo anche le maglie di Cesena, Torino e Lucchese. Nel marzo 1998 scende in Serie C2 al Baracca Lugo, cui segue una stagione al Livorno in Serie C1.
Si lega all'Alessandria nel 1999 e ne segue le alterne vicende fino al fallimento avvenuto nel 2003.

### Allenatore
Iniziata nel 2003 la carriera di allenatore dei portieri nella Nuova Alessandria ripartita dall'Eccellenza dopo il fallimento, dopo una esperienza allo Strevi, in Promozione, nel 2005 entra nello staff tecnico del L.R. Vicenza col ruolo di allenatore dei portieri e ci rimane per sette anni.
Il 16 giugno 2012, il Catania annuncia di averlo scelto come preparatore dei portieri, sottoscrivendo un contratto biennale, per poi rinnovare per il terzo anno.
Il 28 ottobre 2015 viene ingaggiato come preparatore dei portieri dalla Lucchese.

## Palmarès

### Giocatore

#### Competizioni nazionali
- Serie C2: 1

Alessandria: 1999-2000
- Campionato Interregionale: 1

Casale: 1985-1986